# Giancarlo Dametto
Giancarlo Dametto (ur. 6 stycznia 1959 w Turynie) – włoski siatkarz, medalista igrzysk olimpijskich.

## Życiorys
Dametto zadebiutował w reprezentacji Włoch 14 czerwca 1979 w przegranym meczu z Brazylią. Wystąpił na igrzyskach olimpijskich 1984 odbywających się w Moskwie. Zagrał wówczas we wszystkich meczach fazy grupowej i wygranym spotkaniu o 9. miejsce Libią. Podczas igrzysk 1984 w Los Angeles wystąpił we wszystkich meczach siatkarskiego turnieju, w tym we zwycięskim pojedynku o brąz z Kanadą. W reprezentacji rozegrał 176 mecze.
Był zawodnikiem włoskich klubów  Pallavolo Torino występującego pod nazwami Cus, Klippan, Robe di Kappa i Kappa Torino (1975–1984), Panini Modena (1984–1986), Ciesse / Petrarca Padova (1986–1989), Alpitour Cuneo (1989–1991) i Centro Matic Prato (1991–1993). Zdobył mistrzostwo Włoch pięciokrotnie w latach 1979, 1980, 1981, 1984 i 1986 oraz dwukrotnie tryumfował w pucharze Włoch w 1985 i 1986. Zwyciężał w Pucharze Europy Mistrzów Klubowych w 1980, w Pucharze Zdobywców Pucharów w 1984 i 1986 oraz w Pucharze CEV w 1985.